# Жамков, Алексей Иванович
Алексей Иванович Жамков (15 марта 1921, Рязанская губерния — 25 июля 2004, Москва) — разведчик 83-й отдельной гвардейской разведывательной роты 82-й гвардейской стрелковой дивизии 8-й гвардейской армии 1-го Белорусского фронта.

## Биография
Родился 15 марта 1921 года в деревне Дуброво Касимовского уезда Рязанской губернии. Семья, в которой он родился, была многодетная — шестеро детей, поэтому пришлось бросить учёбу (окончил 5 классов) и пойти работать в колхоз. В 14 лет остался без отца. Затем работал слесарем Первомайского промтреста в Москве.
В октябре 1940 года Ухтомским райвоенкоматом призван в Красную Армию. Служил стрелком в 12-й корпусной авиационной эскадрилье, дислоцированной в Улан-Удэ. На фронте в Великую Отечественную войну с июня 1942 года. С июля 1942 года по сентябрь 1943 года он — разведчик 244-го гвардейского стрелкового полка, с сентября 1943 года по март 1945 года командовал стрелковым отделением в 83-й гвардейской разведывательной роте. Прошел боевой путь от Сталинграда до Берлина. Сражался на Юго-Западном, 3-м Украинском и 1-м Белорусском фронтах. Принимал участие в освобождении Украины, Польши, в боях на территории Германии.
Разведчик 83-й отдельной гвардейской разведывательной роты гвардии ефрейтор Алексей Жамков 29 марта 1944 года в 38 километрах южнее города Вознесенска Николаевской области Украины захватил в плен троих солдат. 30 марта 1944 года в составе группы принимал участие в разгроме вражеского гарнизона, уничтожил шестерых противников и четверых пленил. Приказом по 82-й гвардейской стрелковой дивизии от 20 апреля 1944 года за мужество и отвагу, проявленные в боях, награждён орденом Славы 3-й степени.
20 января 1945 года в составе 83-й отдельной гвардейской разведывательной роты, действуя в предместье города Рава-Мазовецка, в составе головного дозора вступил в неравный бой с 60 гитлеровцами, лично поразил около десяти солдат. До подхода взвода удерживал занятый дом. 25 января, ведя разведку на подступах к городу Лодзь, в числе первых проник в город и из автомата сразил восьмерых пехотинцев врага. Приказом по 8-й гвардейской армии от 17 марта 1945 года за мужество и отвагу, проявленные в боях, награждён орденом Славы 2-й степени.
18 февраля 1945 года сопровождал штабных офицеров при рекогносцировки местности обороны противника на подступах к городу Познань. Во время выхода группы на передний край противник обнаружил её и открыл пулеметный огонь. Офицеры с боем прорывались к своим. Заметив тяжело раненного командира батальона майора Богданова, рискуя жизнью, стал выносить его с поля боя. Укрыв офицера в воронку от тяжелого снаряда, отражал натиск преследовавшего врага, автоматным огнём уничтожил 16 солдат противника. 23 февраля, после освобождения Познани, дивизию перебросили на Кюстринский плацдарм. Отсюда она штурмовала крепость Кюстрин, в решении этой задачи войскам помогали разведчики. 16 апреля началось наступление на город Берлин. При штурме рейхстага был ранен, но ушел в медсанбат только после того, как 2 мая противник прекратил сопротивление.
Указом Президиума Верховного Совета СССР от 31 мая 1945 года за образцовое выполнение заданий командования в боях с немецко-вражескими захватчиками награждён орденом Славы 1-й степени, став полным кавалером ордена Славы.
В 1946 году демобилизован в звании старшины. Вернулся в родное село. Работал в колхозе, в карьере. В 1948 году вместе с женой переехал в Москву. Работал каменщиком. Затем около 40 лет, до выхода на пенсию работал строителем в Главмосстрое. Участвовал в возведении гостиницы «Ленинградская», онкологического центра, московских микрорайонов Кузьминки, Текстильщики, Люблино. Участник юбилейного Парада Победы 9 мая 1995 года в Москве на Красной площади.
Скончался 25 июля 2004 года. Похоронен на Кузьминском кладбище в Москве.
Награждён орденами Отечественной войны 1-й, 2-й степени, Славы 1-й, 2-й и 3-й степени, Трудовой Славы 3-й степени, медалями.